# Aldemiro Sena dos Santos

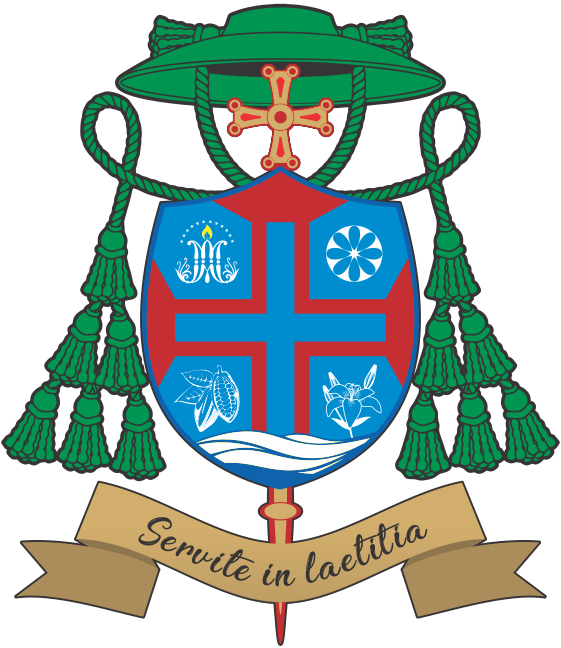
Bischofswappen von Aldemiro Sena dos Santos

Aldemiro Sena dos Santos (* 26. Juni 1964 in Ibirataia, Bahia) ist ein brasilianischer Geistlicher und römisch-katholischer Bischof von Guarabira.

## Leben
Aldemiro Sena dos Santos studierte von 1987 bis 1988 Philosophie und von 1989 bis 1992 Katholische Theologie am Theologischen Institut in Ilhéus. Sena dos Santos empfing am 20. Dezember 1992 in der Kathedrale São Sebastião in Ilhéus das Sakrament der Priesterweihe für das Bistum Ilhéus.
Von 1993 bis 1996 war Aldemiro Sena dos Santos als Rektor des Kleinen Seminars São Domingos Sávio in Ilhéus und als Pfarrer der Pfarrei Nossa Senhora da Escada in Olivença tätig, bevor er Pfarrer der Pfarrei Nossa Senhora da Conceição in Barro Preto wurde. Anschließend war er Pfarrer der Pfarreien Nossa Senhora Aparecida (1998–2007) und São Francisco de Assis (2007–2014) in Ilhéus. Daneben wirkte er in dieser Zeit als Administrator des Centro de Treinamento de Líderes Santa Cruz in Ilhéus und als Koordinator für die Pastoral im Bistum Ilhéus. Zudem war Sena dos Santos von 2013 bis 2014 Präsident der Kommission für den Klerus in der Region Nordeste III der Brasilianischen Bischofskonferenz. Seit 2015 war Aldemiro Sena dos Santos Pfarrer der Pfarrei São Jorge und der Kathedrale São Sebastião in Ilhéus. Ferner war er Mitglied des Konsultorenkollegiums, Diözesanökonom und Präsident der Sociedade São Vicente de Paulo.
Am 4. Oktober 2017 ernannte ihn Papst Franziskus zum Bischof von Guarabira. Der Bischof von Ilhéus, Mauro Montagnoli CSS, spendete ihm am 17. Dezember desselben Jahres in der Kathedrale São Sebastião in Ilhéus die Bischofsweihe; Mitkonsekratoren waren der Erzbischof von Vitória da Conquista, Luís Gonzaga Silva Pepeu OFMCap, und der Erzbischof von Paraíba, Manoel Delson Pedreira da Cruz OFMCap. Sein Wahlspruch Servite in lætitia („Dient mit Freude“) stammt aus Ps 100,2 . Die Amtseinführung erfolgte am 2. Februar 2018. Seit 2019 ist Aldemiro Sena dos Santos zudem verantwortlicher Bischof für die Missionsarbeit in der Region Nordeste II der Brasilianischen Bischofskonferenz.